# Château Régis
Le château Régis est un château  du XIXe siècle situé dans le quartier de Saint-Menet, dans le 11e arrondissement de Marseille, en France. Il se situe à proximité du Château de la Reynarde.

## Historique
L'édifice tient son nom de Louis Régis, un armateur de Marseille à qui le bâtiment était destiné. Il est le fruit du travail des architectes marseillais Sixte Rey et Vaud, le sculpteur Émile Aldebert se chargeant des décorations. Ce château édifié de 1860 à 1865 est une imitation du château de Chenonceau. La bastide héberge désormais un établissement scolaire catholique privé primaire/collège Notre-Dame de la Jeunesse).
Le château, le donjon ainsi que le parc font l’objet d’une inscription au titre des monuments historiques depuis le 3 octobre 1996.

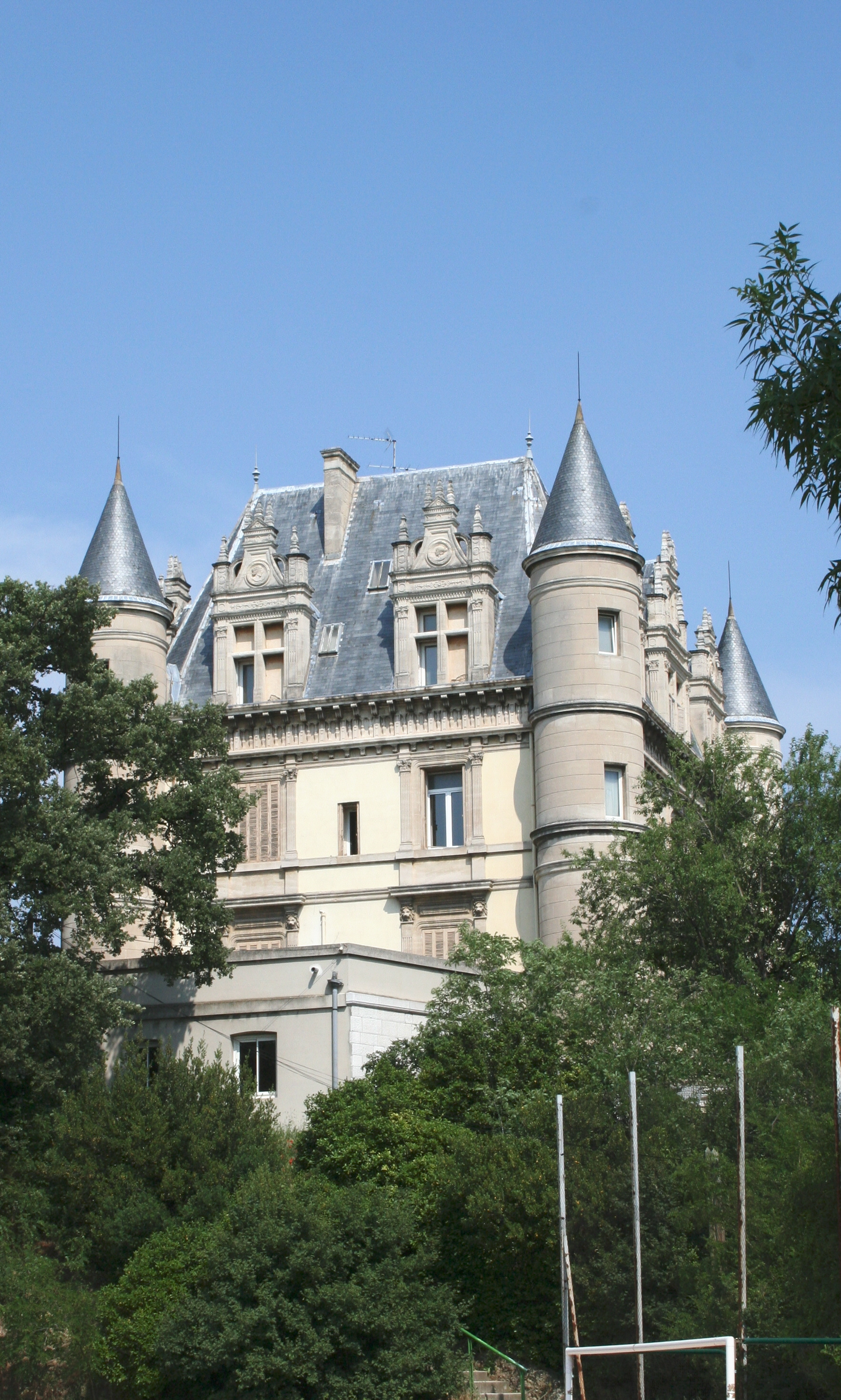
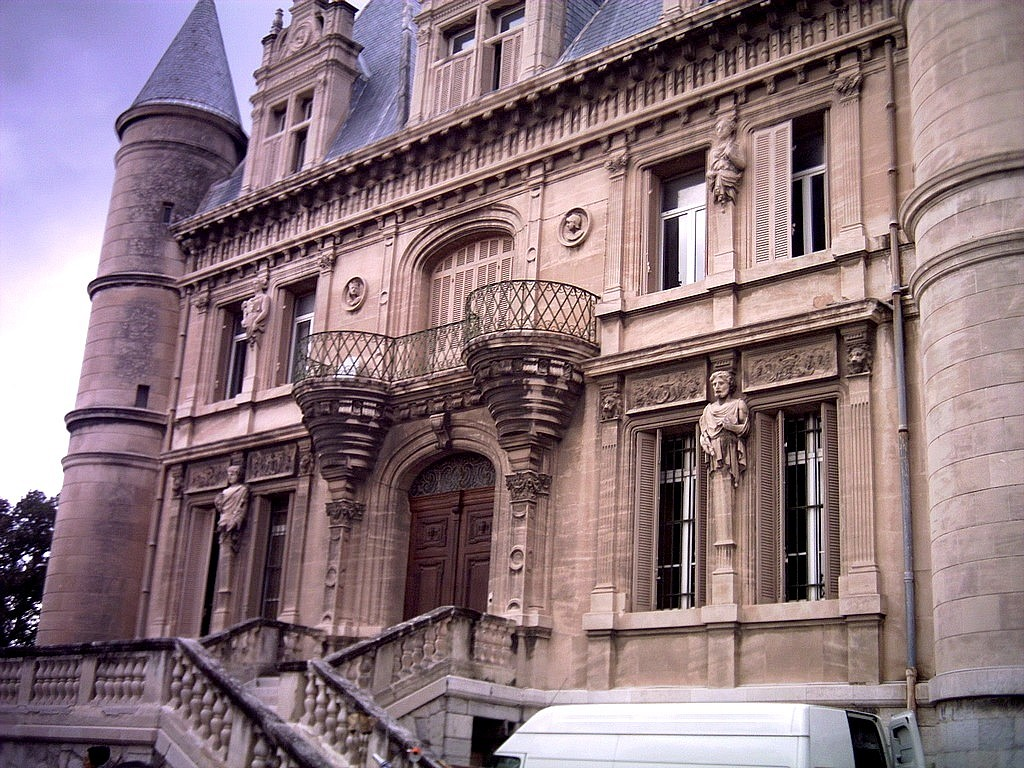
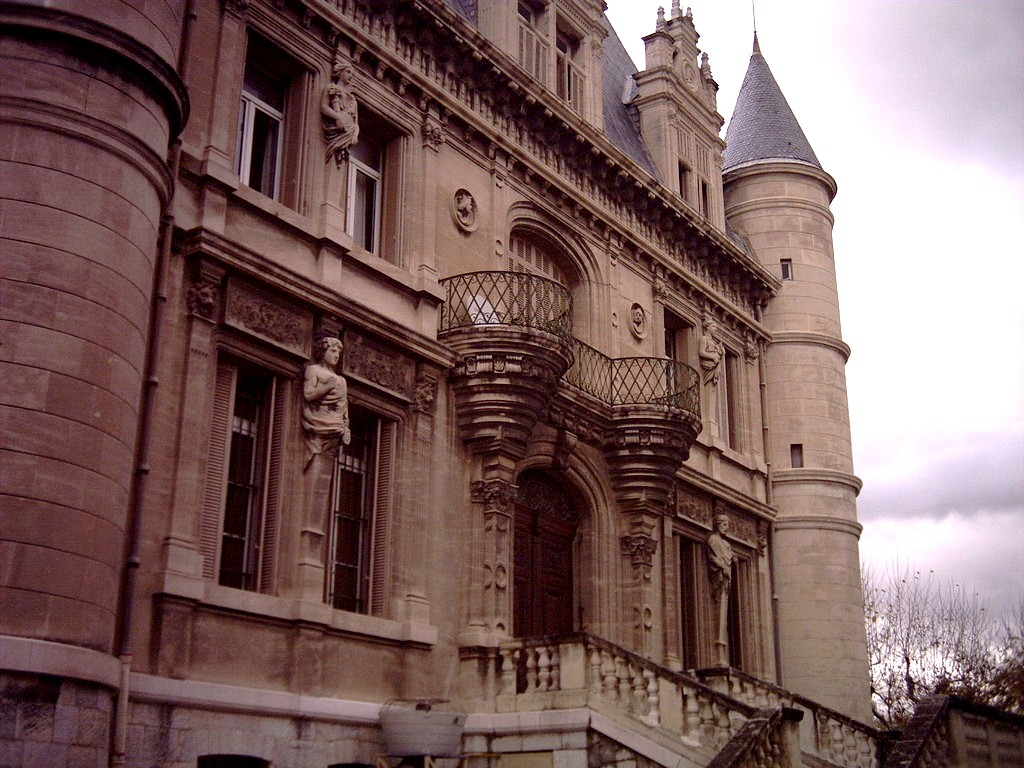